# Pangrapta

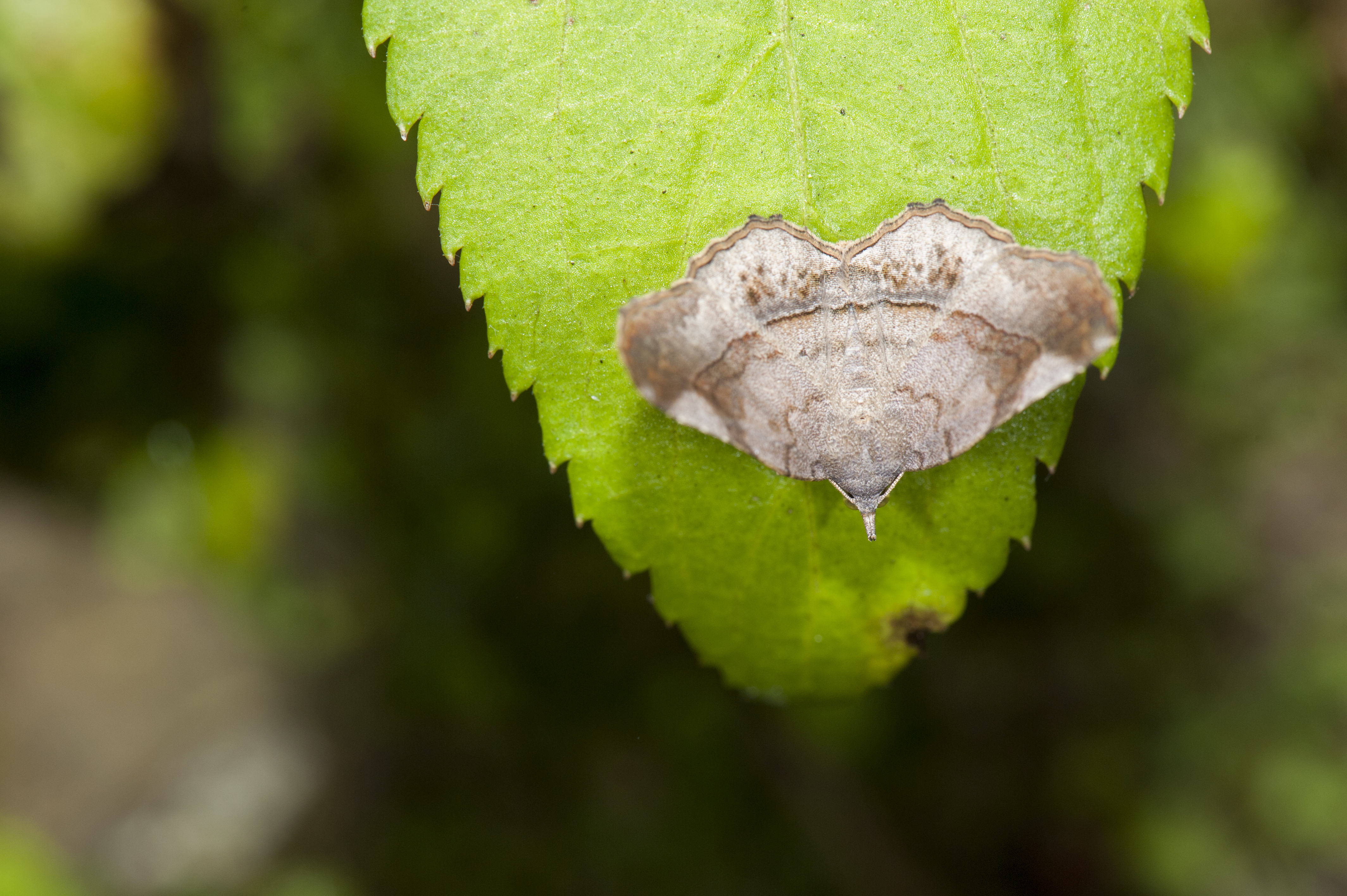
Pangrapta plumbilineata

Pangrapta är ett släkte av fjärilar som ingår i familjen nattflyn.

## Artlista[1]
- Pangrapta acolesis
- Pangrapta adoxopis
- Pangrapta adusta
- Pangrapta albata
- Pangrapta albiguttata
- Pangrapta albipuncta
- Pangrapta albirenalis
- Pangrapta albiseriata
- Pangrapta albistigma
- Pangrapta alopopis
- Pangrapta apicinota
- Pangrapta argyrographa
- Pangrapta ariusalis
- Pangrapta aroa
- Pangrapta athemonalis
- Pangrapta bicornuta
- Pangrapta camerunica
- Pangrapta cana
- Pangrapta chilana
- Pangrapta cinerea
- Pangrapta costaemacula
- Pangrapta cryptoleuca
- Pangrapta curtalis
- Pangrapta decoralis
- Pangrapta dentilineata
- Pangrapta dialitha
- Pangrapta disruptalis
- Pangrapta dulcis
- Pangrapta duplicilinea
- Pangrapta elassa
- Pangrapta elegantalis
- Pangrapta enigmaria
- Pangrapta epionoides
- Pangrapta eucraspeda
- Pangrapta euzonea
- Pangrapta fauvealis
- Pangrapta ferrugineiceps
- Pangrapta flavomacula
- Pangrapta franeyae
- Pangrapta geometroides
- Pangrapta grisangula
- Pangrapta griseistriga
- Pangrapta griseola
- Pangrapta hampsoni
- Pangrapta holophaea
- Pangrapta hylaxalis
- Pangrapta incisa
- Pangrapta indentalis
- Pangrapta ingrata
- Pangrapta laevis
- Pangrapta lunulata
- Pangrapta macariana
- Pangrapta mandarina
- Pangrapta marmorata
- Pangrapta melacleptra
- Pangrapta mesacta
- Pangrapta metagona
- Pangrapta molybdina
- Pangrapta nigra
- Pangrapta pannosa
- Pangrapta parsimonalis
- Pangrapta parvula
- Pangrapta pelidna
- Pangrapta peturbans
- Pangrapta pexifera
- Pangrapta plumbilineata
- Pangrapta porphyria
- Pangrapta pratti
- Pangrapta pulverea
- Pangrapta quieta
- Pangrapta recusans
- Pangrapta robiginosa
- Pangrapta roseinotata
- Pangrapta saucia
- Pangrapta seriopuncta
- Pangrapta shivula
- Pangrapta similistigma
- Pangrapta squamea
- Pangrapta suaveola
- Pangrapta submurina
- Pangrapta suffusa
- Pangrapta talusalis
- Pangrapta textilis
- Pangrapta transducta
- Pangrapta trilineata
- Pangrapta trimantesalis
- Pangrapta turbata
- Pangrapta umbrosa
- Pangrapta vaga
- Pangrapta variegata
- Pangrapta vasava
- Pangrapta wollastoni
- Pangrapta xylochroma
- Pangrapta yoshinensis